# Productor de cinema
Els productors de cinema són les persones o empreses encarregades dels aspectes organitzatius i econòmics de l'elaboració d'una pel·lícula. Complementen l'activitat creativa del director, tot i que de vegades també s'impliquen en la naturalesa artística del film i tenen una influència en la qualitat del projecte. La seva tasca és iniciar, coordinar, supervisar i controlar aspectes com l'obtenció de fons, contractació del personal, organitzar la distribució i finançar la pel·lícula. Els productors prenen part en totes les fases del procés cinematogràfic, des del projecte inicial fins a la conclusió. El treball de producció es caracteritza sobretot pel sentit d'integració i domini d'esferes diverses en elprocés de creació.
En molts aspectes, la seva tasca se superposa estretament amb la del director, en especial en el control del repartiment i de la selecció de l'equip tècnic i artístic (director de fotografia, muntador, personal d'efectes especials, director artístic, músic, etc.) que col·laboraran a la producció.

## Evolució històrica
Es considera el cineasta estatunidenc Thomas Harper Ince (1892-1924) com el primer gran productor, va desenvolupar el paper del productor com responsable executiu d'una producció, amb responsabilitats diferents de la del director. Va evolucionar la indústria cinematogràfica mitjançant la creació de la primera gran instal·lació d'estudis de Hollywood. En el seu estudi anomenat  Incevilleva introduir les tècniques de producció més modernes i va inventar la producció de pel·lícules introduint el sistema de producció de línia de muntatge. Exigia als seus directors unes normes en què s'imposava el guió perfeccionista, elaborat fins al detall. La funció del productor la compaginava en estreta col·laboració amb els directors i guionistes, pressupostant, planificant i fins i tot participant en el muntatge.
A principi del segle xx, el productor també solia tenir un control creatiu final en el film. Un cas famós va ser el de Howard Hughes, que va exercir un ferri control sobre els directors que contractava. Amb la fi del sistema d'estudis de Hollywood a la dècada del 1950, el control creatiu va passar a mans del director.
Amb les creixents necessitats de finançament i màrqueting provocades per la renovació de la indústria als anys 1980, el productor ha tornat a cobrar un paper important, i alguns d'ells (com Jerry Bruckheimer) són figures tan identificables com qualsevol director per les característiques de les seves produccions.
La paraula productor, es fa servir indistintament per designar tant la figura de l'empresari cinematogràfic com la del professional encarregat de liderar la producció d'una pel·lícula. En algunes ocasions aquestes dues figures coincideixen en la mateixa persona, però en altres casos l'empresari delega la responsabilitat a un professional.
Els diferents adjectius que s'apliquen al productor solen definir el seu estatus real a la pel·lícula. Segons la nomenclatura anglosaxona, productor executiu (executive producer), productor de línia (line producer), productor associat (associated producer) o productor (producer), defineixen diferents figures. El productor executiu és l'empresari o representant de l'empresa, mentre que productor i productor de línia es refereix als professionals que són a càrrec de la producció.
Segons la nomenclatura espanyola, quan es parla només de productor, normalment es parla de l'empresari i quan es vol identificar el professional es fa amb les denominacions de productor executiu o director de producció.

## Definicions
- Productor: Individu que té la implicació més gran i coordina els diversos productors d'una pel·lícula. En companyies més petites o projectes independents, pot ser l'equivalent al productor executiu.
- Productor delegat (Executive Producer): En grans produccions, és normalment un representant o Gerent de l'estudi de cinema – tot i que aquest títol es pot donar a un inversor principal – i sovint supervisa els aspectes financers, administratius i creatius de producció. En companyies més petites o projectes independents, pot ser sinònim de creador/escriptor.[8]
- Co-productor : Un productor que reporta al Productor Delegat i proporciona diners per finançar un projecte. En grans produccions, el coproductor està involucrat en la producció dia a dia. En projectes independents, el títol pot connotar una implicació en la concepció de la producció.
- Productor associat: Normalment actua com a representant del Productor, que pot compartir responsabilitats financeres, creatives, o administratives, delegades pel productor. Sovint, actua com a assessor o senzillament és un títol concedit com a cortesia per la seva contribució financera o creativa en la producció. El perfil del productor associat és el d'un inversionista o empresari de sectors diversos i a causa de la falta de formació cinematogràfica tenen un poder de decisió limitat.[8]
- Ajudant de producció: Normalment treballa sota la direcció del Productor associat
- Director de producció :Té responsabilitats organitzatives i és expert en l'organització i logística del rodatge.
- Productor executiu (Line Producer): Supervisa el pressupost d'una pel·lícula i les activitats del dia a dia.
- Supervisor de producció: Normalment du a terme les directrius sobre un aspecte de la producció.
- Gestor de producció (Production manager): Gestiona l'estudi de gravació.
- Supervisor de postproducció: Normalment porta l'equip de postproducció.
- Dissenyador de producció (Production designer): Normalment supervisa els aspectes visuals de la pantalla o d'una localització - incloent-hi camerinos, suports, paleta de color, i disseny del set.
- Productor Administratiu (Administrative Producer): Informa la Junta Directiva. Els treballadors autònoms són contractats pel Productor Administratiu per a tasques específiques com activitats de premsa i publicitat, disseny, gestió de la producció, etc.
- Productor de localitzacions: treballa estretament amb el director, el director de fotografia, el dissenyador de producció durant la preproducció per trobar i assegurar la seva visió creativa, i supervisarà que es tinguin en compte totes les ubicacions d'acord amb el guió. Pot incloure, a més a més de la cerca i coordinació del transport, temes com permisos locals.[3]